# 번아웃 증후군

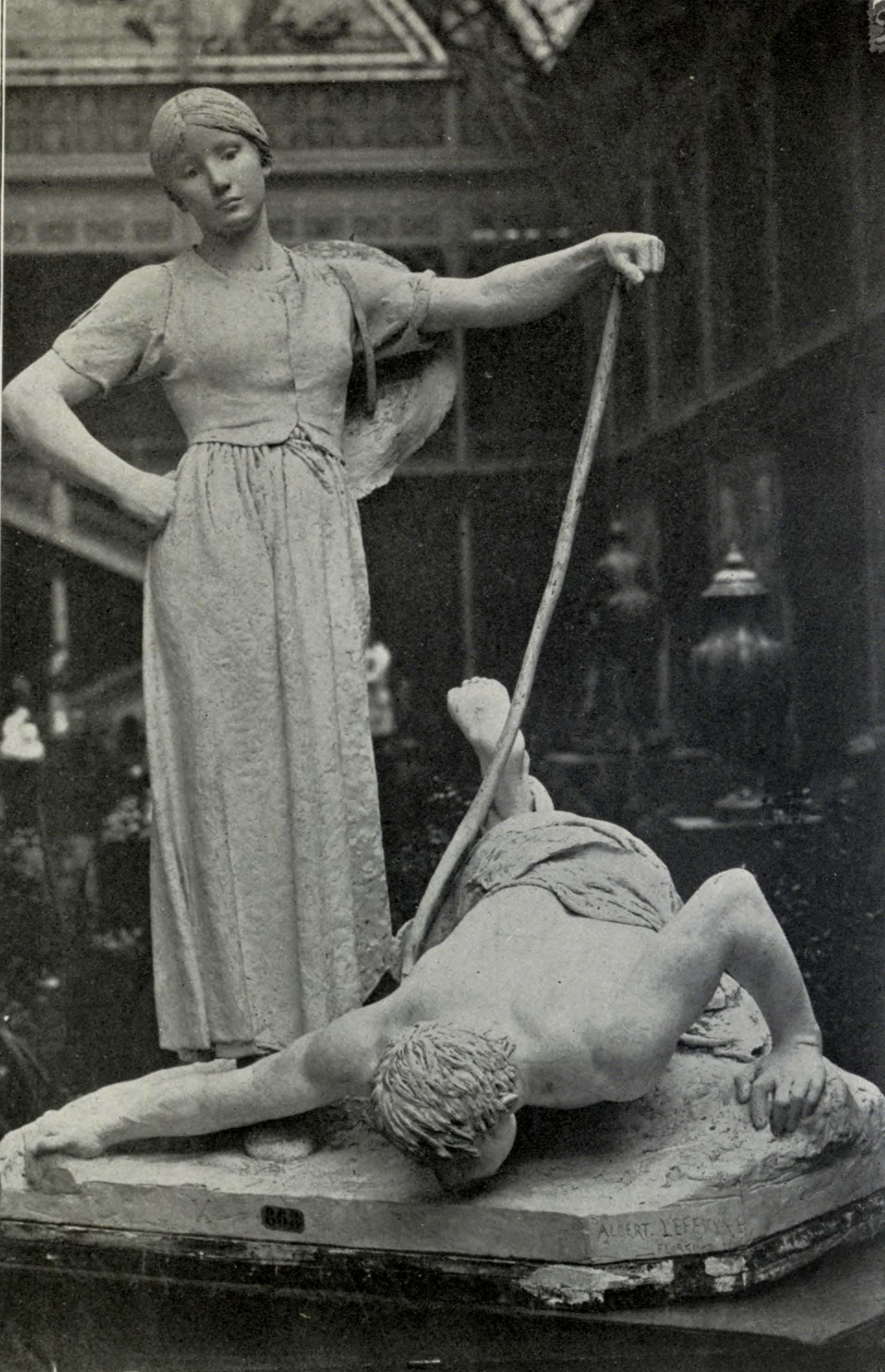

번아웃 증후군( - 症候群, 영어: occupational burnout) 또는 탈진 증후군(脫盡症候群) 또는 '은 주로 작업환경에서 쓰이는 장기 피로와 열정 상실의 (이인화, 냉소) 심리학 용어이다. 번아웃(burnout, 이하 탈진 증후군)은 짧은 회복기간을 가진 동안 일에 너무 많은 노력을 소모한 결과를 뜻하기도 하나, 노이로제와 같이 특정한 개인적 성향을 가진 일꾼들이 탈진 증후군을 겪는 경향이 있다.
세계보건기구(World Health Organization , WHO)에 의하면, 번아웃 증후군은 만성적 업무 스트레스에서 유래한 것으로, 에너지 고갈 혹은 소진의 느낌, 일에 대한 심리적 거리가 생기거나 일에 대한 부정적 생각(negativism) 혹은 냉소(cynicism), 직무 효능 감소 등을 특성으로 하는 증상이 동반된다. 번아웃은 건강에 영향을 끼치지만 세계보건기구에서 번아웃 자체를 의학증상이나 정신질환으로 분류하지는 않는다. 세계보건기구에서는 번아웃은 직업에 관련하여 특히 발생하는 것으로, 일상의 다른 영역에서의 경험을 설명하는데에는 적용할 수 없다고 하였다.
1974년, 미국 심리학자 허버트 프로이덴버거(Herbert Freudenberger)는 번아웃(burnout)이라는 용어를 고안하였으며, 같은 해 과학저널에 번아웃증후군에 대한 연구를 최초로 게재하였다. 논문은 자신을 포함한 무료 약물 중독 클리닉 자원봉사 직원들에 대한 관찰을 기반으로 하였다. 그는 직무의 과도한 요구는 물론 두통, 불면증, 화를 잘 냄, 폐쇄적 사고와 같은 신체증상에서 유래한 소진을 포함한 증상들로 정의하였다. 그는 번아웃 증후군에 걸린 작업자들은 우울증에 걸린 것처럼 보이고 행동하고 실제 그러한 것처럼 느껴진다고 보았다. 논문의 출판 이후 번아웃에 대한 관심이 늘어났다. 볼프강 카스크차(Wolfgang Kaskcha)는 이에 대한 글을 작성하였다. burnt-out이라는 용어가 1961년 그레이엄 그린(Graham Greene)의 소설 A Burnt-Out Case의 제목에 사용되었는데, 이는 벨기에 식민지 콩고에서 나병 환자와 일하는 한 의사를 묘사하는 것으로서, 프로이덴버거가 사용하기 전에 심리학 서적이 아닌 다른 영역에서 burnt-out이라는 용어는 사용중에 있었다.
크리스티나 마슬라흐(Christina Maslach)는 정서적 소진, 이인화(depersonalization, 고객, 학생, 손님, 동료를 거리를 두거나 냉소적인 태도로 대하는 것), 직무 관련 개인적 성취감 저하 등을 특성으로 한다고 설명하였다. 1981년 마슬라흐와 수잔 잭슨(Susan Jackson)은 번아웃을 평가할 도구인 마슬라흐 번아웃 인벤토리(Maslach Burnout Inventory, MBI)를 출간하였다. 이는 최초이자 가장 널리 사용되는 번아웃 평가 도구이다. 원래 MBI는 교사나 사회복지사 같은 서비스 직종 종사자에게 초점을 두었다. 이후 MBI는 보건관련 종사자 등 다양한 직군에 적용되었다. MBI나 변형 버전은 현재 여러 직종에 종사하고 있는 사람들에게도 적용된다. 세계보건기구는 마슬라흐의 도구와 일치하는 번아웃의 개념화를 채택하였다. 그러나 세계보건기구는 정신질환으로 보지는 않는다.
마슬라흐는 번아웃을 우울증으로 볼 필요는 없다고 보았다. 또한 세계보건기구는 번아웃을 의학 증상 혹은 정신질환으로 인정하지 않는다. Koutsimani 등의 메타분석은 번아웃과 우울은 다르나, 양자의 연관도는 0.75인데 이는 사회과학 연구에서 매우 높은 수치이다. 그러나 여전히 1.00보다는 멀다.(가장 높은 연관도는 1.00이다.) 다른 최신 메타분석 연구는 번아웃이 우울증후군(depressive syndrome)에 가깝다고 본다.
확인요인분석(connfirmatory factor analysis)은 번아웃에 있어 소진이라는 요소는 이인화와 개인적 성취 요소보다는 우울에 더 높게 관련있다고 증명하였다. 추후연구가 필요하다.

## 치료 및 예방
1차 예방(Primary prevention, 증상 발생 차단), 2차 예방(증상 제거), 3차 예방(증상을 동반하는 삶)으로 나뉜다.

### 1차예방
마슬라흐는 번아웃을 제대로 예방하는 유일한 방법은 조직적 변화와 교육을 혼합하는 것이라고 본다.
마슬라흐와 레이터(Leiter)는 번아웃이 직무량, 통제, 보상, 공동체, 공정성, 가치관의 직장생활의 6개 영역(six areas of worklife)과 관련하여, 개인이 연결되지 않을 때 발생한다고 본다. 이러한 괴리를 극복하는 데에는 개인과 조직 모두 통합된 행동을 필요로 한다. 직무량에 있어 노동자가 수요를 충족할 충분한 자원이 있다는 것을 확인하고 만족스러운 직장생활 균형을 확실히 하는 것을 통하여, 노동자의 에너지를 재활상화할 수 있다는 것이다. 가치관에 있어 윤리적 조직 가치관은 노동자가 전념하는 것에 있어 중요하다. 지탱해줄 리더쉽과 동료 관계도 도움이 된다.
이런 괴리를 다룰 방법은 공정영역을 특히 집중한다. 한 연구에서 피고용자들은 매주 만나서 이야기하고 직업에서 인지된 불평등을 해결하려 하였다. 개입은 장기간 소진의 감소와 연관되어 있지믄 냉소나 비효율과는 관계가 없었다. 이는 더 폭넓은 접근법이 필요하다는 것이다.
하티넨(Hätinen) 등은 일과 사람과 각각에 대한 주목보다는 일과 사람 양자의 관계에 대한 주목을 통해 일과 사람에 대한 조화가 번아웃 대처에 가장 효과가 좋다고 제안한다. 이들은 또한 개인 수준에서는 인지와 행동이 결합된 전략이 효과적이라는 걸 주목한다.
번아웃 예방 프로그램은 인지행동치료(cognitive behavioral therapy, CBT), 인지재구축(cognitive restructuring), 교훈적 스트레스 경영(didactic stress management), 휴식에 주목해 왔다. 공공보건 치료에서는 인지행동치료와 휴식(신체적 정신적 휴식)과 스케줄 변경이 번아웃 경감이나 예방의 가장 자주 사용되는 대처법이다. 마음챙김요법(mindfulness therapy)은 의료업 종사자들에게 있어 예방 효과가 있는 것으로 알려졌다. 단체 활동과 개인 활동을 조화시키는 것이 증상 완화에 가장 좋은 방식이다. 그러나 코크란 리뷰(Cochrane review)는 보건업 종사자 사이에서의 인지행동치료 효과가 낮다고 증명한 바, 대체 요법 이상의 의미는 없다는 것을 시사한다.
번아웃 예방 목적에서, 다양한 스트레스 대처 요법들이 피고용자들의 직장과 스트레스 저하에 있어 건강과 행복의 향상에 도움된다는 것으로 증명되었다. 직장 내 스츠레스 대처 훈련 역시 번아웃 예방에 효과가 있다. 한 연구에서는 일에 대한 전념, 자기효능감(self-efficacy), 재치(resourcefulness)에 대한 학습, 희망과 같은 사회-인지 절차(social-cognitive process)가 번아웃 차단에 도움이 된다고 밝혀졌다. 일에 대한 통제력 향상도 또다른 대처법으로, 소진과 냉소를 물리치는데 도움이 된다.
기타 방법으로는 완화 의식(relaxing ritual)으로 하루 시작하기, 요가, 건강한 식단, 운동, 수면 습관, 환경 바운더리 설정, 휴식, 창조적 측면 배양, 스트레스 대처 학습 등이 있다.
배리 파버(Barry A. Farber)는 달성가능 목표 설정, 직업의 가치 주목, 더 잘 일하는 방법 탐색 등과 같은 전략은 도움된다고 제안한다. 스트레스를 마다하지 않고 보상을 더 원하는 하람은 일-생활 균형 재평가와 명상(meditation)이나 운동과 같은 스트레스 완화 기술 도입이 유용할 수 있다. 스트레스가 낮지만 일에 흥미를 잃거나 질려버림 사람은 더 큰 도전 과제를 찾는 것이 도움이 된다.

### 2,3차 예방(치료)
하티넨 등은 흔히 사용되는 치료법을 제시한다. 의학 증상 치료, 스트레스 관리, 시간 관리, 우울증 관리, 심리치료, 인체공학적 향상(ergonomic improvement), 기타 생리학적 직업 치료, 운동과 휴식이 있다. 심리학자와 직업 대표와 함께 하는 일에 대한 집단 토의, 일과 사생활 및 개인적 욕구에 대한 토의에 주목하는 것이 중요하다고 본다
반 데르 클링크(Jac JL van der Klink)와 반 다이크(Frank JH van Dijk)는 스트레스 접종 훈련(stress inoculation training), 인지 재구축(cognitive restructuring), 분별 활동(graded activity), "시간 사고(time contingency)" (환자가 편안하게 느끼는 것들이 아닌 타임라인에 기반한 절차)는 효과적 치료법이라고 본다.
카키아슈빌리(Kakiashvili) 등은 의학적 치료법은 대부분 증상에 맞춰져 있으며 증상 예방 및 치료 방법이라고 말한다. 이들은 항불안약(anxiolytics)과  진정제(sedatives) 사용은 효과가 있지만 스트레스의 근원을 바꾸진 못한다고 한다. 번아웃으로 인한 수면 부족과 소진은 최면(hypnotics)과 인지행동치료(수면 위생, 교육, 휴식 훈련, 자극 통제, 인지치료 포함)로 치료된다고 말한다. 번아웃의 중심에 있는 시상하부-뇌하수체-부신피질 축(hypothalamic–pituitary–adrenal axis)의 기능부전을 악화하기에 항우울제(antidepressants) 사용은 반대한다. 아드레날린 및 HPA축 기능부전 대처에 있어 비타민과 미네랄 섭취는 중요하다고 말하면서 특정 영양소의 중요성을 강조한다.
계절성 정동 장애(Seasonal Affective Disorder)의 치료와 비슷한 가벼운 치료(Light therapy) 역시 효과 있다.
또한 작업기억(working memory) 정보 업데이트 능력의 저하로도 번아웃이 발생하는데, 이 경우 인지행동치료로는 치료가 쉽지 않다.
번아웃에 세 표준 증상인 소진, 냉소, 능률저하(professional inefficacy)가 치료하기 어려운 이유 중 하나는 증상들이 다른 방식을 통해 같은 예방 활동 혹은 치료 활동에 반응하기 때문이다.
소진은 냉소와 비효율보다 쉽게 치료된다. 냉소와 비효율은 치료에 저항이 크다. 연구는 치료법이 원래부터 능률이 낮은 사람의 능률을 악화시킨다고 보고한다.
피고용자 재활은 3차예방요법으로, 증상이 발현되었음에도 치료받지 않은 사람들의 증상완화에 재활에 사용되는 요법들이 사용되도록 한다. 이러한 재활은 노동자의 능력 유지 및 향상과 정교하고 유능한 노동의 사회로의 공급을 가능하게 하려는 의도에서 복합적 활동을 포함한다.

## 한국 사회의 번아웃
2013년 한국에서는 번아웃 신드롬이 사회문제로 부상했다. 2013년 12월 '매경이코노미'가 여론조사업체 마크로밀 엠브레인과 함께 직장인 1,000명을 대상으로 한 설문조사 결과, 직장인 862명이 번아웃을 느낀다고 응답했다.
건강을 관리하는 직장인들이 탈진 증후군에 빠지는 경향이 있다. Cordes and Doherty가 그들이 산업 직장인들에 대한 연구에서,
강렬한 감정기복을 가졌거나 감정적으로 업무를 서로 미루는 직장인들이 탈진 증후군에 빠지기 쉽다는 것을 알아냈다. 하지만 탈진 증후군은 많은 종류의 직업(고등학생, 대학생 포함)에게 나타날 수 있다.
스트레스를 많이 받는 직업은 탈진 증후군에 빠지게 할 확률이 상대적으로 높다. 택시 운전사, 법 집행위원, 항공 관제사, 음악가, 교사, 변호사, 위험한 직업과 전문적인 기술을 요구하는 직장인들은 다른사람보다 탈진 증후군에 빠지는 경향이 있다.
특정 생활, 종교 양식을 실천하는 사람들은 가장 탈진 증후군에 빠진 비율이 높다. (독일 심리학회 보고서에 따르면, 40% 이상 탈진 증후군을 경험했다.)

## 같이 보기
- 코르티솔
- 부신
  - 부신피질
- 물질대사(신진대사)
- 만성 피로 증후군(CFS)
- 대사 증후군(메터볼릭 신드롬)
- 생활습관병
- 퇴직
- 퇴직금
- 연금
  - 국민연금(퇴직연금 포함)
- 젖은 낙엽(누레오치바, ja:濡れ落ち葉)
- 이혼
  - 황혼이혼